# Acuerdos de Nettuno

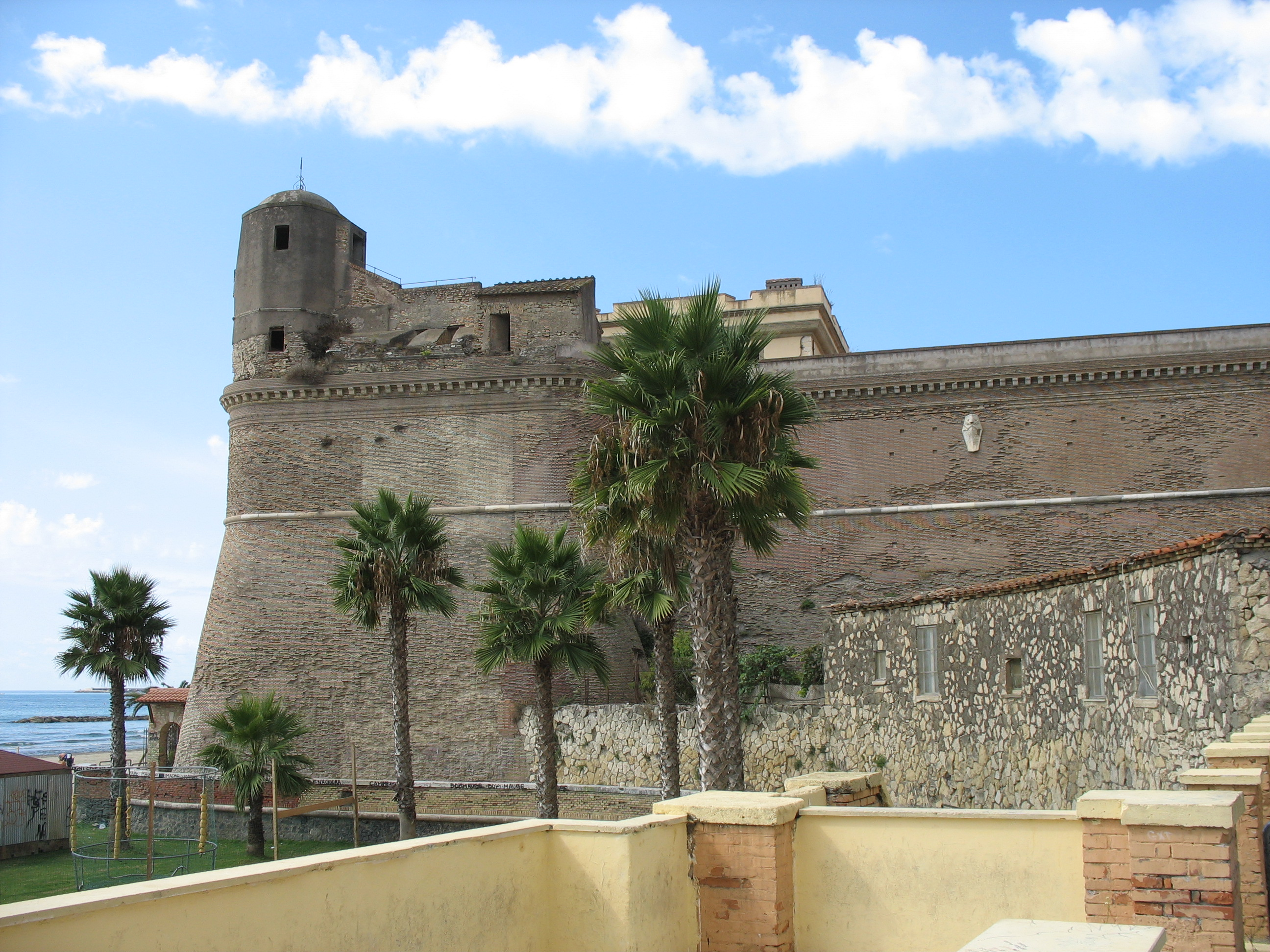
Fuerte Sangallo

Los acuerdos de Nettuno fueron un pacto entre Italia y Yugoslavia, alcanzado el 20 de julio de 1925, que regulaba las reclamaciones económicas entre los dos países y los derechos consulares de los ciudadanos de cada país en el territorio del otro.
El acuerdo al comienzo no fue ratificado por el parlamento yugoslavo por la oposición de los diputados del Partido Campesino Croata. Dadas las grandes inversiones italianas en Yugoslavia, mayores que las de este país en Italia, la protección de aquellas (especialmente abundantes en Dalmacia) era vista por los diputados croatas como una concesión cuasicolonial a Italia. Los diputados serbios consideraban la cuestión como menor y no suficientemente importante como para desplantar a Italia.
Italia, que había ratificado prontamente el acuerdo, consideró la actitud yugoslava como una afrenta y volvió a su anterior política hostil hacia el país, firmando acuerdos con países vecinos en malas relaciones con el gobierno de Belgrado (con Hungría el 5 de abril de 1927 y Albania el 27 de noviembre de 1926).
La incapacitad del Parlamento para ratificar el tratado llevó al fracaso el intento de lograr un crédito internacional en julio de 1928, lo que precipitó la caída del gabinete de Velimir Vukićević.
Yugoslavia solamente logró ratificar el acuerdo el 13 de agosto de 1928, durante el gobierno de Anton Korošec, con parte del Parlamento ausente por los asesinatos de Stjepan Radić y sus compañeros croatas en junio.